# Émilie Guillaumin
 (avril 2025).
La mise en forme du texte ne suit pas les recommandations de Wikipédia : il faut le « wikifier ».
Les points d'amélioration suivants sont les cas les plus fréquents :
- Les titres sont pré-formatés par le logiciel. Ils ne sont ni en capitales, ni en gras.
- Le texte ne doit pas être écrit en capitales (les noms de famille non plus), ni en gras, ni en italique, ni en « petit »…
- Le gras n'est utilisé que pour surligner le titre de l'article dans l'introduction, une seule fois.
- L'italique est rarement utilisé : mots en langue étrangère, titres d'œuvres, noms de bateaux, etc.
- Les citations ne sont pas en italique mais en corps de texte normal. Elles sont entourées par des guillemets français : « et ».
- Les listes à puces sont à éviter, des paragraphes rédigés étant largement préférés. Les tableaux sont à réserver à la présentation de données structurées (résultats, etc.).
- Les appels de note de bas de page (petits chiffres en exposant, introduits par l'outil «  Source ») sont à placer entre la fin de phrase et le point final[comme ça].
- Les liens internes (vers d'autres articles de Wikipédia) sont à choisir avec parcimonie. Créez des liens vers des articles approfondissant le sujet. Les termes génériques sans rapport avec le sujet sont à éviter, ainsi que les répétitions de liens vers un même terme.
- Les liens externes sont à placer uniquement dans une section « Liens externes », à la fin de l'article. Ces liens sont à choisir avec parcimonie suivant les règles définies. Si un lien sert de source à l'article, son insertion dans le texte est à faire par les notes de bas de page.
- La présentation des références doit suivre les conventions bibliographiques. Il est recommandé d'utiliser les modèles {{Ouvrage}}, {{Chapitre}}, {{Article}}, {{Lien web}} et/ou {{Bibliographie}}. Le mode d'édition visuel peut mettre en forme automatiquement les références.
- Insérer une infobox (cadre d'informations à droite) n'est pas obligatoire pour parachever la mise en page.

Pour une aide détaillée, merci de consulter Aide:Wikification.
Si vous pensez que ces points ont été résolus, vous pouvez retirer ce bandeau et améliorer la mise en forme d'un autre article.
Pour les articles homonymes, voir Guillaumin.
Émilie Guillaumin est une autrice française née le 16 avril 1984 à Paris.

### Jeunesse et études
Émilie Guillaumin grandit à Paris et effectue sa scolarité à l’Institut de la Tour puis à l'École Pascal. Après un baccalauréat littéraire, elle s’inscrit à la Sorbonne pour un cursus de Lettres Modernes Appliquées. Puis elle obtient une bourse Fullbright qui lui permet de partir aux États-Unis, à l’USA CUNY (City University of New York) en Social Behaviour (Criminology & Deviant Behaviour) & Journalism. 

### Parcours professionnel
De retour en France, après obtention de son Master 2, elle devient pigiste sur Radio Classique puis, à vingt-six ans, décide de s’engager dans l’Armée de Terre. Après une Préparation militaire supérieure (PMS) au 4e régiment de chasseurs (4e RCh) effectuée à Gap, puis une formation au 4e Bataillon de l’École Spéciale Militaire de Saint Cyr, elle devient officier communication du 1er Régiment d'Artillerie de Marine (1er RAMa) le plus ancien des régiments d’artillerie de marine, en tant que sous-lieutenant, puis lieutenant. À la suite de cette expérience, Émilie Guillaumin repart aux États-Unis, en Floride cette fois-ci, où pendant trois ans, elle effectue de nombreux petits boulots – serveuse, ambassadrice de marques de spiritueux, boulangère, livreuse de journaux, agent d’assurance… De retour en France, Émilie Guillaumin publie Féminine, son premier roman inspiré de son expérience militaire. Il parait aux éditions Fayard en août 2016.
Dès 2017, Émilie Guillaumin mène une enquête poussée auprès du ministère des armées (Office National des Anciens Combattants, Terre Fraternité, Solidarité Défense, Cellule d’Aide aux Blessés de l’Armée de Terre, Association pour le Développement des Œuvres d’Entraide dans l’armée, régiments de forces spéciales, services de renseignement, entretiens avec des femmes et des veuves de soldats) avec l’idée d’en tirer un roman. Elle publie donc L’Embuscade chez HarperCollins France en août 2021. Ce roman, qui raconte le combat d’une femme d’équipier des forces spéciales membre du 13e RDP (Régiment de Dragons Parachutistes) pour retrouver son mari en Syrie, se vend à 20 000 exemplaires et bénéficie d’un très bon accueil du public et de la critique, présenté par Florence Bouchy dans Le Monde comme « un roman courageux ». Il figure dans la première sélection du prix Françoise-Sagan.
Elle publie ensuite Petites dents, grands crocs, en janvier 2023, toujours chez HarperCollins France. Ce troisième roman montre la longue descente aux enfers d’une femme dévorée par son mari et par son fils. Olivia de Lamberterie dans Télématin le qualifie ainsi : « Un très grand roman sur la paranoïa, un très grand roman sur le couple. »
Soleil invaincu, son 4e roman, est publié en mai 2025 aux éditions Grasset.

## Publications
- Féminine, Fayard, 2016 (poche 2025)  (ISBN 978-2-213-69931-8)
- L’Embuscade, HarperCollins France, 2021 (poche 2023)  (ISBN 979-1-033-91481-5)
- Petites dents, grands crocs, HarperCollins France, 2023 (poche 2024)  (ISBN 979-1-033-91375-7)
- Soleil invaincu, Grasset, 2025, 352 p. (ISBN 9782246842088)

### Collectifs
- Participation au recueil de nouvelles collectif et caritatif Un peu, beaucoup, à la folie… (avec Olivier Adam, Emmanuelle Bayamack-Tam, Julia Kerninon etc) sur le thème de la santé mentale, à l’occasion de la journée mondiale de la santé mentale HarperCollins France – 2022
- Participation au recueil de nouvelles collectif et caritatif Le livre c’est… (avec Franck Thilliez, Sonja Delzongle, Ludovic Manchette, etc.) au profit de l’association Le Rire Médecin chez Fleuve Éditions - 2023

## Distinctions
- Lauréate du Prix Poche HarperCollins & Le Parisien, avec L’Embuscade. Prix de lecteurs.
- Prix de la ville de Hagondange 2022 pour L’Embuscade.
- Prix de la ville de Viroflay 2022 pour L’Embuscade.
- Prix de la ville de la Saussaye 2024 pour Petites dents, grands crocs.